# Liv Westphal
Liv Westphal (Milano, 22 dicembre 1993) è una mezzofondista francese.
Detiene un primato nazionale assoluto nei 5000 metri indoor e quattro primati nazionali under 23: 5000 metri piani indoor, 5000 metri piani, 10000 metri piani e 3000 metri piani indoor. Vanta un titolo europeo under 23 sui 5000 metri (2015). 
Ha effettuato gli studi universitari a Boston College, Massachusetts, dove ha conseguito un B.A. (corso di laurea di 4 anni) in scienze della comunicazione (maggio 2015) e un master in gestione d'impresa (maggio 2016). Sta attualmente effettuando un master in lingue e letterature romanze, sempre a Boston College. Nel 2014 è stata eletta "Cross Country Performer of the Year" dalla Atlantic Coast Conference (ACC). La National Collegiate Athletic Association le ha conferito tre volte il titolo di "All-American".

## Biografia
Campionessa di Francia nella categoria allieve per i 3 000 metri nel 2010, si classifica undicesima ai campionati europei juniores del 2011 sulla distanza dei 5 000 metri. 
Nel 2012, termina dodicesima nella gara juniores dei campionati europei di corsa campestre e undicesima dei 3000 metri ai campionati mondiali juniores. 
Nel 2013, si classifica sesta nella categoria under 23 ai campionati europei di corsa campestre e, in un primo tempo, quinta dei 5 000 metri. In seguito alla squalifica di Gamze Bulut e di Tsehainesh Tsale, recupera nel marzo 2017 la medaglia di bronzo di questi campionati.
Nel dicembre 2014, a Boston, stabilisce un nuovo record francese indoor per i 5000 metri, portandolo a 15'31"62.
Nel febbraio 2015, sempre a Boston ma questa volta sui 3000 metri, realizza 9'08"99 stabilendo così un nuovo record francese dei 3000 metri indoor per la categoria under 23. Tre mesi più tardi, ai campionati ACC a Tallahassee (maggio 2015), realizza 33'42"03 nel primo 10000 metri della sua carriera e stabilisce un terzo record francese under 23. 
Nel 2015 vince il titolo dei 5000 metri ai campionati europei under 23, portando il suo record personale a 15'30"61. Stabilisce un nuovo record francese dei 5000 metri outdoor in 15'28"71 ai London Anniversary Games (Diamond League) il 25 luglio 2015.
II 12 ottobre 2015 partecipa al primo 10000 metri su strada della sua carriera, in occasione del Tufts Il Health Plan 10K for Women di Boston, dove realizza 33'26" e stabilisce un quinto record francese per la categoria under 23. 
Il 13 dicembre 2015, per quanto appartenga ancora alla categoria under 23, prende parte alla corsa seniores dei Campionati europei di corsa campestre a Hyères (Francia), dove si classifica ventesima e ottiene la medaglia d'argento nella classifica a squadre.
L'11 dicembre 2016, partecipa ai Campionati europei di corsa campestre a Chia, dove si classifica nona.
Il 31 dicembre 2016 realizza 32'42" nei 10 km su strada della San Silvestre Vallecana a Madrid.

## Record nazionali

### Assoluti
- 5000 metri piani indoor: 15'31"87 ( Boston, 6 dicembre 2014)

### Under 23
- 3000 metri piani indoor: 9'08"99 ( Boston, 13 febbraio 2015)
- 5000 metri piani: 15'28"71 ( Londra, 25 luglio 2015)
- 5000 metri piani indoor: 15'31"87 ( Boston, 6 dicembre 2014)
- 10000 metri piani: 33'43"03 ( Tallahassee, 14 maggio 2015)

## Palmarès
| Anno | Manifestazione             | Sede       | Evento       | Risultato | Prestazione | Note                                   |
| ---- | -------------------------- | ---------- | ------------ | --------- | ----------- | -------------------------------------- |
| 2012 | Mondiali juniores          | Barcellona | 3000 m piani | 11ª       | 9'24"10     |                                        |
| 2013 | Europei under 23           | Tampere    | 5000 m piani | Bronzo    | 16'08"85    |                                        |
| 2015 | Europei under 23           | Tallinn    | 5000 m piani | Oro       | 15'30"61    | Miglior prestazione nazionale under 23 |
| 2015 | Europei di corsa campestre | Hyères     | Individuale  | 20ª       | 26'46"      |                                        |
| 2015 | Europei di corsa campestre | Hyères     | A squadre    | Argento   | 78 punti    |                                        |
| 2016 | Europei di corsa campestre | Chia       | Individuale  | 9ª        | 25'47"      |                                        |
| 2016 | Europei di corsa campestre | Chia       | A squadre    | 4ª        | 101 punti   |                                        |
| 2018 | Giochi del Mediterraneo    | Tarragona  | 5000 m piani | 4ª        | 16'05"19    |                                        |

## Altre competizioni internazionali
2019
- 4ª alla Corrida Pédestre Internationale de Houilles ( Houilles), 10 km - 31'15"